# حكومة أديناور الثالثة
أدت حكومة أديناور الثالثة بقيادة المستشار كونراد أديناور اليمين في 29 تشرين الأول 1957م وأرست مهامها في 17 تشرين الأول 1961م. وتشكلت الحكومة بعد انتخابات عام 1957م. كلفت بمزاولة العمل كحكومة تصريف أعمال حتى 14 تشرين الثاني 1961م، لتشكل بعدها حكومة أديناور الرابعة، التي تم تشكيلها في أعقاب انتخابات عام 1961م.

## وصلات خارجية
- مجلس الوزراء الألماني  (بالإنجليزية)
- الوزارات الاتحادية في ألمانيا (بالإنجليزية)